# American Sunshine
| Críticas profissionais | Críticas profissionais |
| Avaliações da crítica  | Avaliações da crítica  |
| Fonte                  | Avaliação              |
| ---------------------- | ---------------------- |
| allmusic               | link                   |

American Sunshine é o décimo álbum de estúdio do cantor escocês Colin Hay, lançado em 18 de agosto de 2009.

## Faixas
Todas as faixas por Colin Hay.
1. "Oh California" — 4:02
2. "Prison Time" — 4:05
3. "There's Water Over You" — 3:57
4. "I Came Into Your Store" — 3:17
5. "No Time" — 3:02
6. "Broken Love" — 3:55
7. "I Can't Get Up Out of This Bed" — 3:31
8. "The End of Wilhemina" — 3:41
9. "Baby Can I See You Tonight?" — 4:39
10. "Pleased to Almost Meet You" — 3:00
11. "American Sunshine" (instrumental) — 4:06